# Taisei Yokusankai

Symbol der Taisei Yokusankai

Die Taisei Yokusankai (jap. 大政翼賛会, deutsch Unterstützungsgesellschaft für die Kaiserliche Herrschaft, oder Kaiserliche Hilfsgesellschaft) wurde 1940 vom damaligen Japanischen Premierminister Konoe Fumimaro gegründet. Die parteiähnliche Organisation sollte die bisherigen politischen Parteien ersetzen. Sie diente der japanischen Regierung zur innenpolitischen Durchsetzung ihrer völkerrechtswidrigen Eroberungskriege. Bis zum Ende des Zweiten Weltkriegs war Japan ein autoritär regierter de-facto Ein-Parteien-Staat.

## Ursprünge
Die Bewegung erwuchs aus Beratungen in Karuizawa unter Beteiligung von Konoe und seiner politischen Kollegen Gotō Fumio, Graf Arima Yoriyasu und dem Ex-Gewerkschafter und Sprecher des rechten Flügels, Kuhara Fusanosuke. Die Bewegung wurde mit zwei Flügeln konzipiert: einem sozialistischen und populistischen linken Flügel, geführt von Hashimoto Kingorō, und einem traditionalistischen rechten Flügel unter Führung von Hayashi Senjūrō. Eine andere führende Person der Bewegung war Yanagawa Heisuke.

## Ideen
Konoe wollte eine Einparteienregierung. Diese Partei sollte durch die Vereinigung aller Bürokraten und Politiker in Übereinstimmung mit der Kaiserlichen Doktrin von Japan stehen. Alle Ansichten sollten im Sinne der gemeinsamen Sache zu einem Konsens kommen. Zur gleichen Zeit wurden alle noch existierenden unabhängigen Gewerkschaften verboten und durch eine zentralisierte „patriotische“ Gewerkschaft („Gesellschaft zum Dienst an der Nation“) ersetzt, die die Kriegsanstrengungen unterstützte. Die Doktrin vom „Konsens-Staat“ ergab sich aus der damaligen Kriegssituation. Eine gewisse Ähnlichkeit zur Gleichschaltung in Deutschland einige Jahre zuvor ist zu erkennen.
Damit einher gingen Bemühungen um eine psychische Beeinflussung und Mobilisierung der Bevölkerung unter Schlagwörtern wie Yamato-Damashi (Yamato-Geist), Kōdō (Kaiserlicher Weg), Hakkō Ichiu, Saisei-Itchi (Einheit von Regierung und Religion) und auch die Amau-Doktrin (eine Art asiatische Monroe-Doktrin).
Möglicherweise flossen Ideen der Shōwa-Studiengruppe (Shōwa Kenkyūkai) ins Konzept der Taisei Yokusankai ein.